# غرايم لوف
غرايم لوف (بالإنجليزية: Graeme Love)‏ (7 ديسمبر 1973 في المملكة المتحدة - ) هو مدرب كرة قدم ولاعب كرة قدم بريطاني في مركز الدفاع. لعب مع كوين أوف ساوث ونادي هيبرنيان ونادي إيست فيف ونادي ستيرلينغ ألبيون وBathgate Thistle F.C. ‏ وLivingston United F.C. ‏ ونادي آير يونايتد ونادي كلايدبانك ‏.

## وصلات خارجية
- غرايم لوف على موقع قاعدة بيانات كرة القدم.إي يو (الإنجليزية)
- غرايم لوف على موقع Soccerbase.com (لاعب) (الإنجليزية)